# S8G (原子炉)
S8G はアメリカ海軍の艦艇向け発電・推進用原子炉である。
型式名のS8Gは以下のような意味である。
- S = 潜水艦用
- 8 = 設計担当メーカにおける炉心設計の世代
- G = 設計担当メーカ（ゼネラル・エレクトリック）

オハイオ級原子力潜水艦に搭載するためゼネラル・エレクトリックにより設計された原子炉で、熱出力312MWth、軸出力60,000軸馬力（45MW）を発揮し、原子炉区画は直径13m（42ft）、全長17m（55ft）、重量2,750tにも達する:66/280。
S8Gは自然循環により最大出力までのかなりの部分で冷却材循環ポンプを使用せずに運転できるよう設計された。原潜静粛化のための試行として、1970年代に建造されたナーワル（USS Narwhal, SSN-671）に搭載されたS5G原子炉の発達型である:47,52/280。
原型炉はニューヨーク州ウエストミルトンにあるノルズ原子力研究所 ケッセルリング・サイトに設置された。原型炉は1980年代を通じて試験と原子炉運転要員の訓練に利用された。1994年には炉心がシーウルフ級原子力潜水艦用に設計されたS6Wの炉心と交換され、1994年から2014年までS6Wの開発のために運用された:41,52/280。その後、2018年に3年がかりの燃料交換及びオーバーホールが開始された。この燃料交換でS6W炉心は新しい技術実証炉心（TDC:Technology Demonstration Core）に交換された:54/280。炉心交換後のS8G原型炉は、オハイオ級後継艦（コロンビア級原子力潜水艦）開発のための材料試験炉として運用される。実用炉も艦齢中間での燃料交換が必要である:52/280。
原型炉には、冷却材喪失事故（LOCA）が発生した場合にホウ酸水で原子炉を満たす原子炉自動注水システムが備えられていた:52/280。